# د فیدر
د فیدر (به سبک FADER) مجله ای مستقر در شهر نیویورک است که در سال ۱۹۹۹ توسط راب استون و جون کوهن راه اندازی شد. این مجله موسیقی، سبک و فرهنگ را پوشش می‌دهد. این اولین نشریه چاپی بود که در آی‌تیونز منتشر شد. این مجله متعلق به گروه فیدر مدیا است که شامل وب سایت آن، thefader.com، فیلم‌های فیدر، فیدر لیبل و فیدر تی‌وی نیز است.